# Forêt secondaire

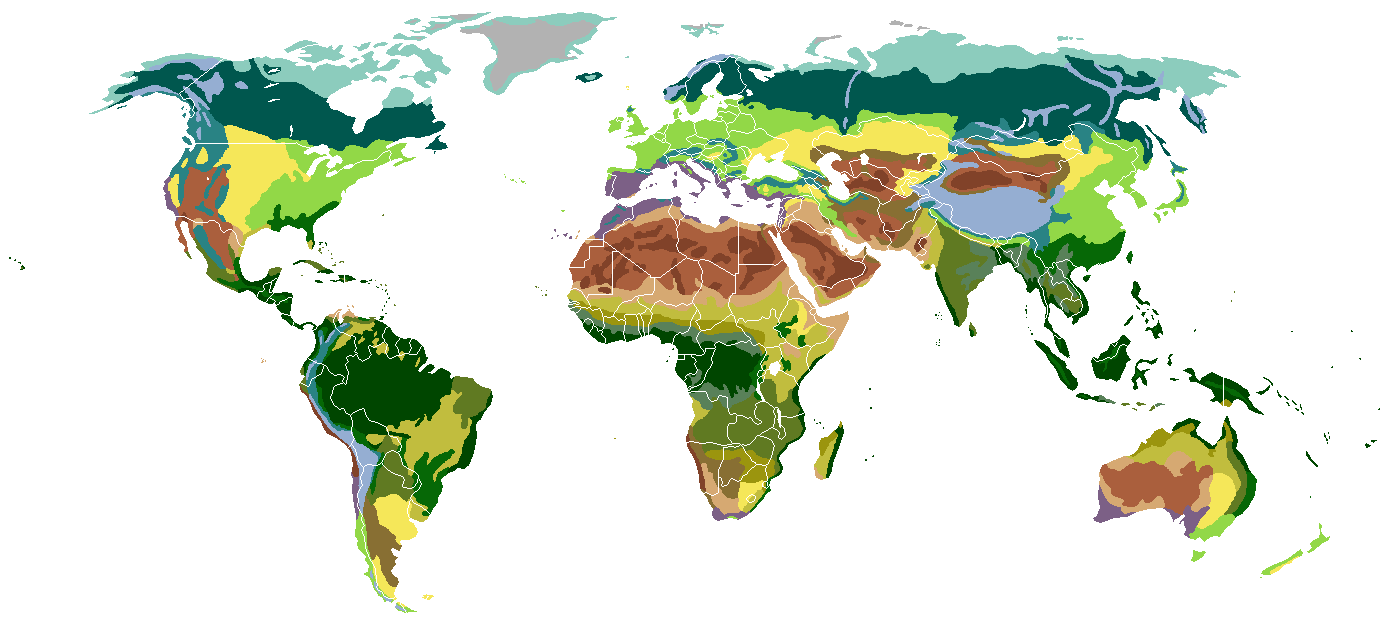
La FAO souligne la place des forêts dans l'ensemble des biomes mondiaux, ses évaluations des ressources forestières mondiales en 2010 rappelant qu'elles couvrent 31 % de la superficie des terres émergées (soit 10 % de la surface du globe). 93 % de la superficie des forêts du monde est formée de forêts naturelles (forêts primaires et forêts secondaires qui se sont régénérées naturellement). Les forêts primaires occupent 36 % de la superficie forestière totale, les forêts secondaires 64 % (57 % de forêts naturellement régénérées et 7 % de forêts plantées).
Inlandsis et déserts polaires
Toundra
Taïga ou forêt boréale
Forêts feuillues caducifoliées tempérées
Prairies
Forêts sempervirentes subtropicales
Forêts sempervirentes méditerranéennes
Forêts de mousson
Déserts arides
Déserts et broussailles xérophytes
Steppe aride
Déserts semi-arides
Savanes
Savanes et forêts claires
Forêts tropicales caducifoliées
Forêts sempervirentes tropicales
Toundra alpine
Forêts de montagne

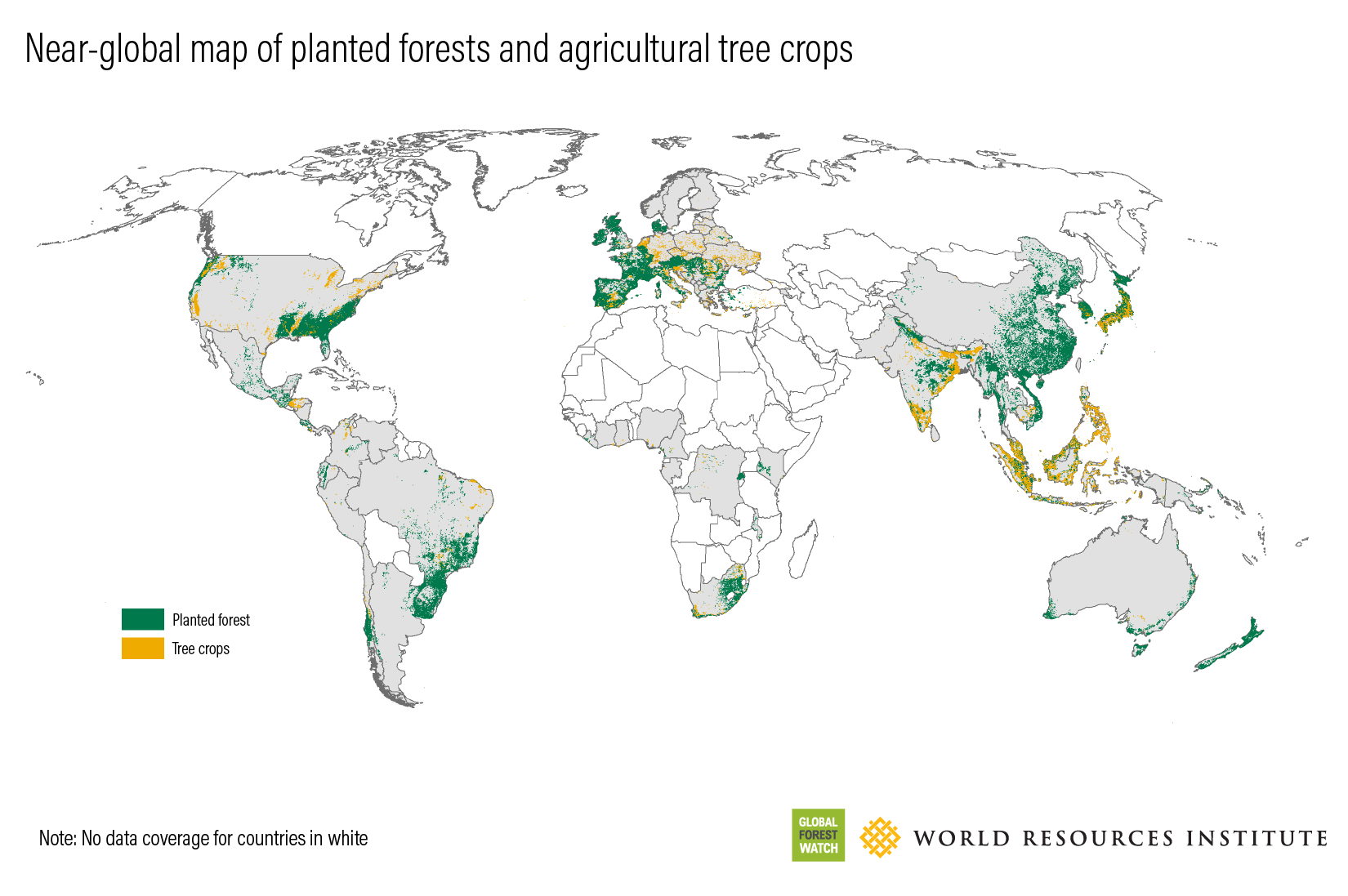
Carte mondiale du World Resources Institute représentant les forêts plantées (planted forest) et les cultures arbustives (tree crops).

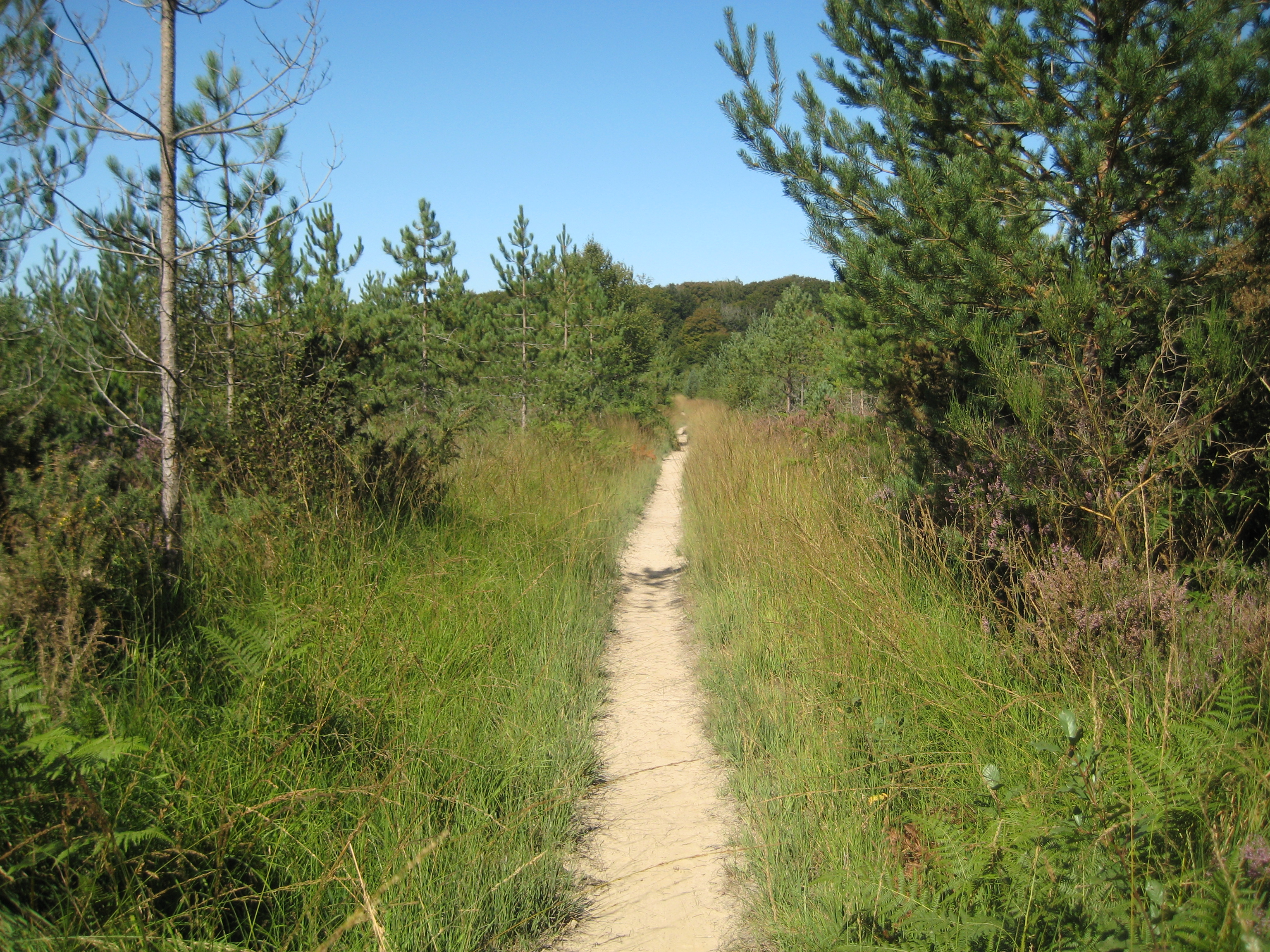
Régénération en forêt de Rennes (Bretagne)

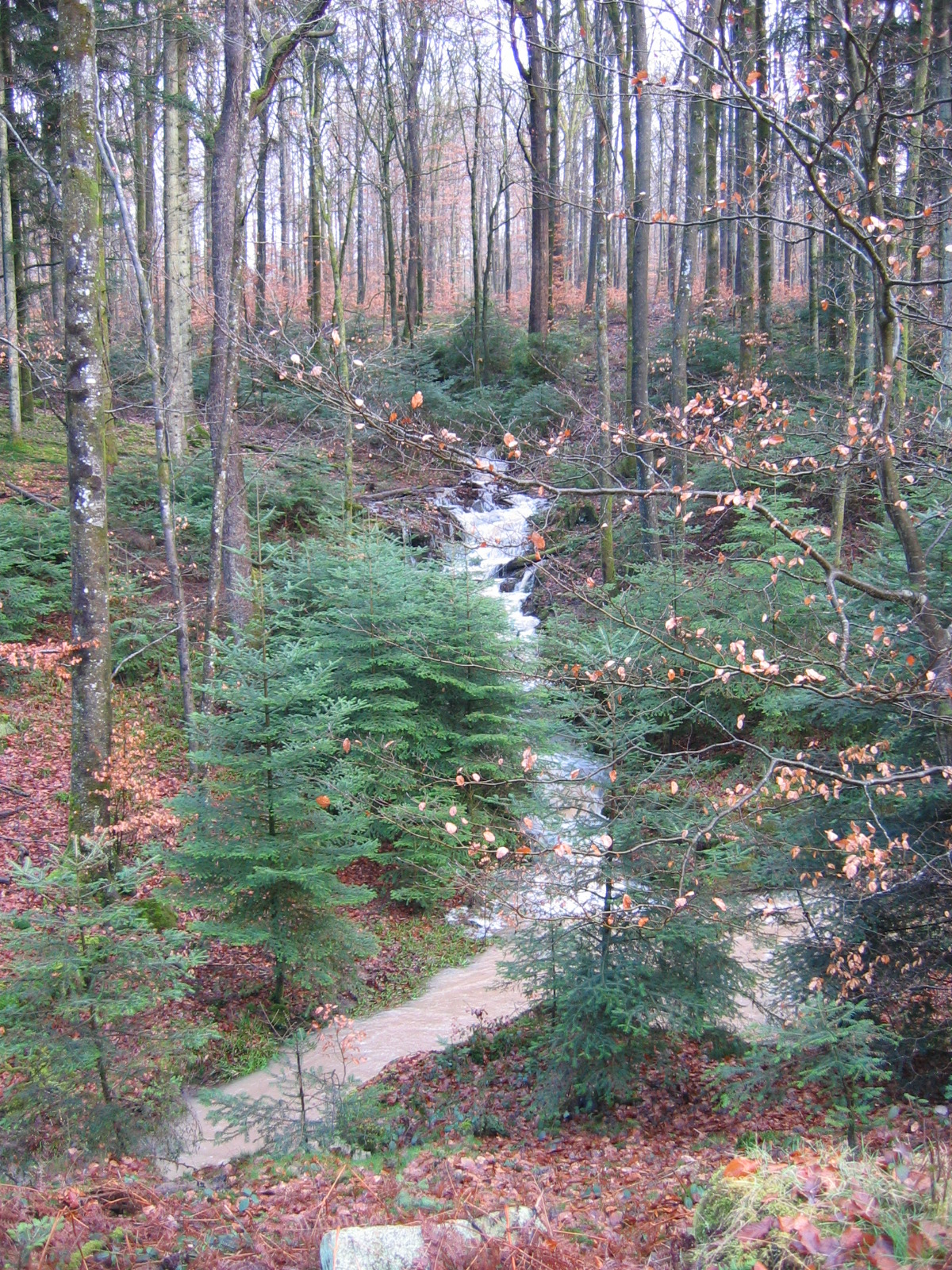
Forêt de Darney (Vosges et Haute-Saône) : forêt ancienne en régénération

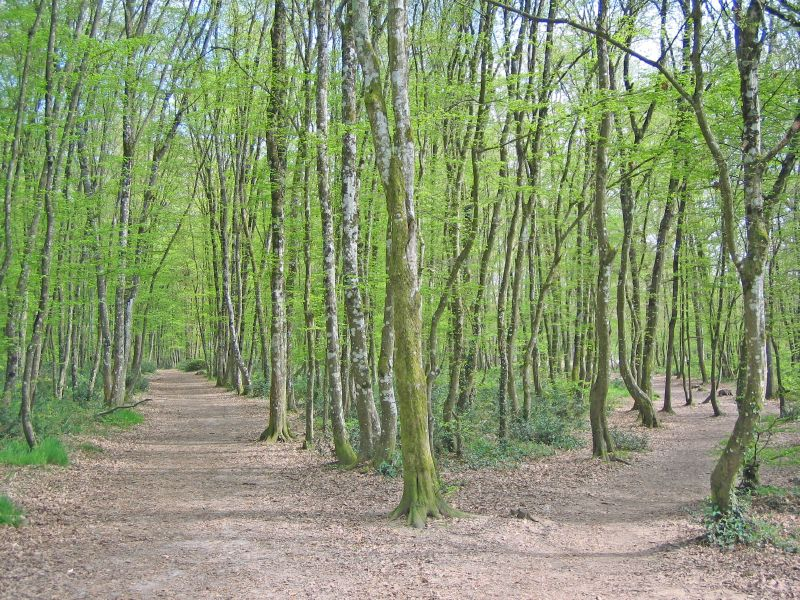
Forêt domaniale de Bouconne (Haute-Garonne) : forêt de protection

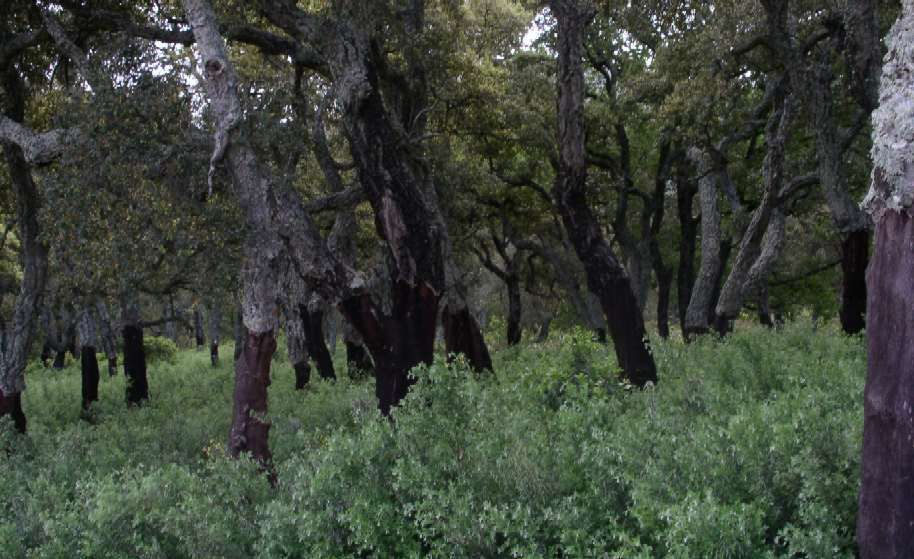
Suberaie dans le massif des Maures (Var) : ancienneté des forêts méditerranéennes modifiées

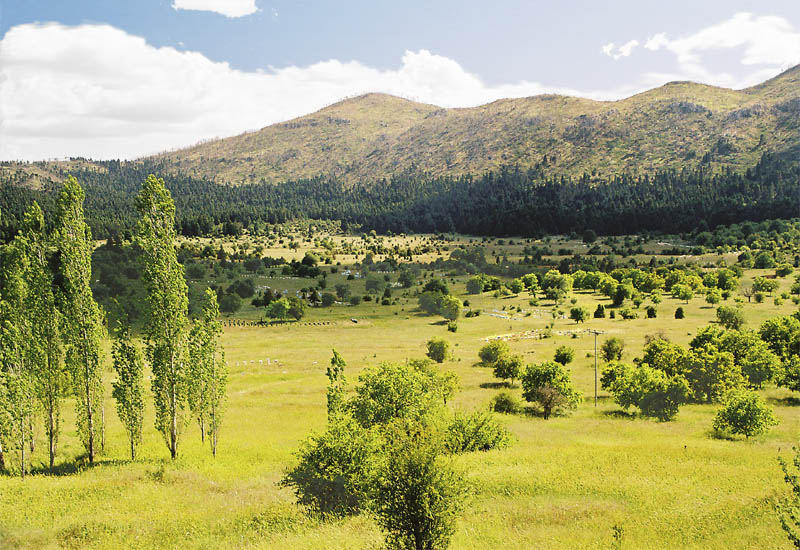
Forêt du Péloponnèse : les forêts méditerranéennes ont été intensément exploitées depuis l'Antiquité

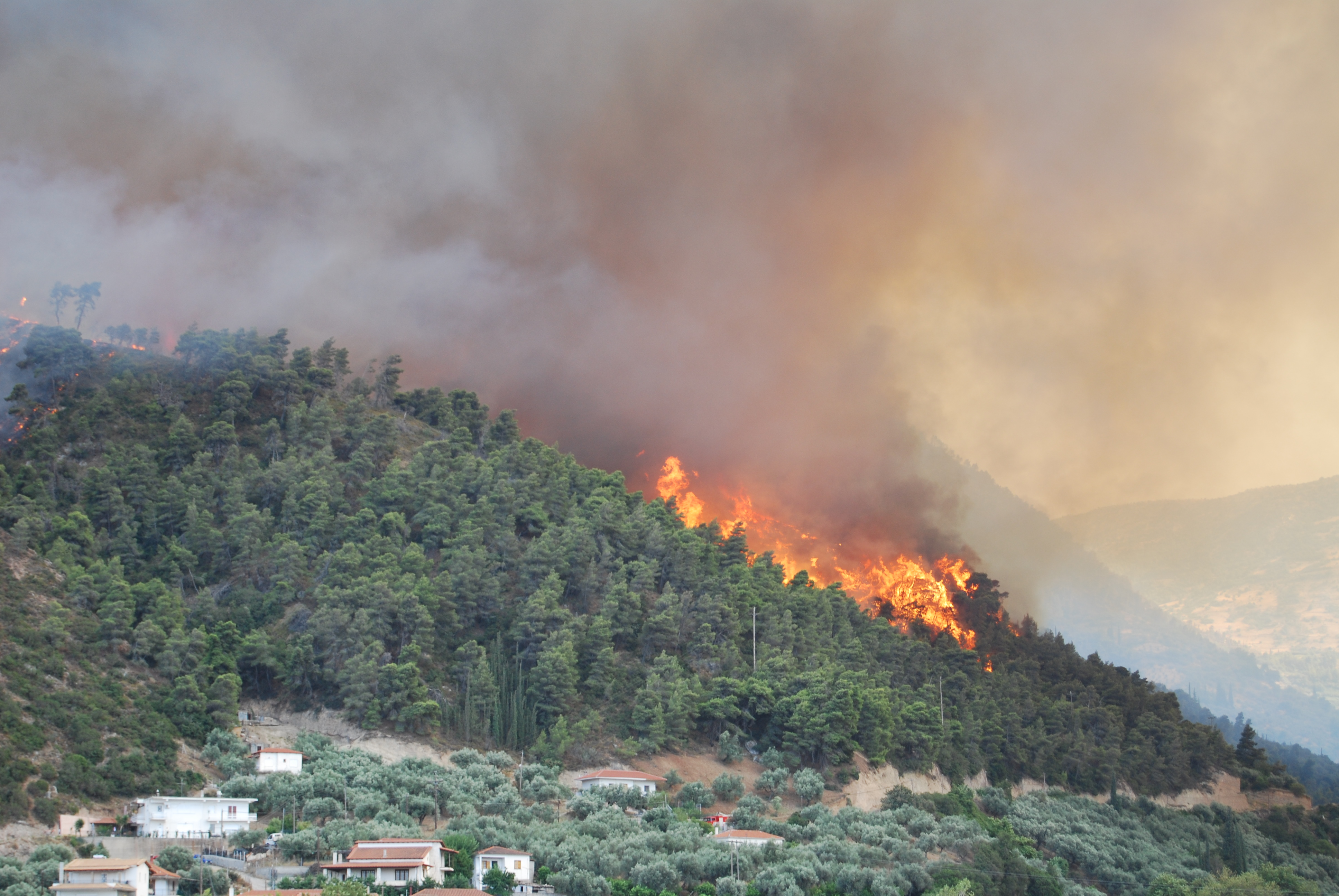
Incendie de forêt en Grèce : une forêt fragilisée depuis des millénaires

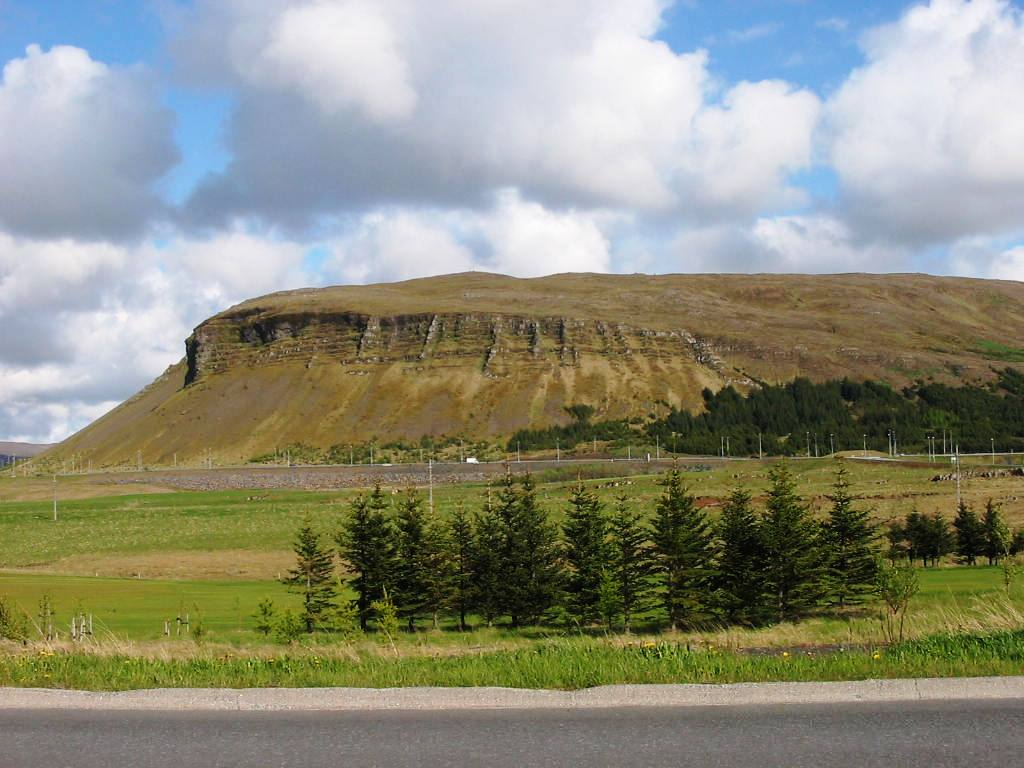
L'essentiel des forêts naturelles islandaises ont été coupées. Depuis quelques décennies, le pays pratique une politique de reforestation pour lutter contre l'érosion des sols : Úlfarsfell, district de Staðir (Islande)

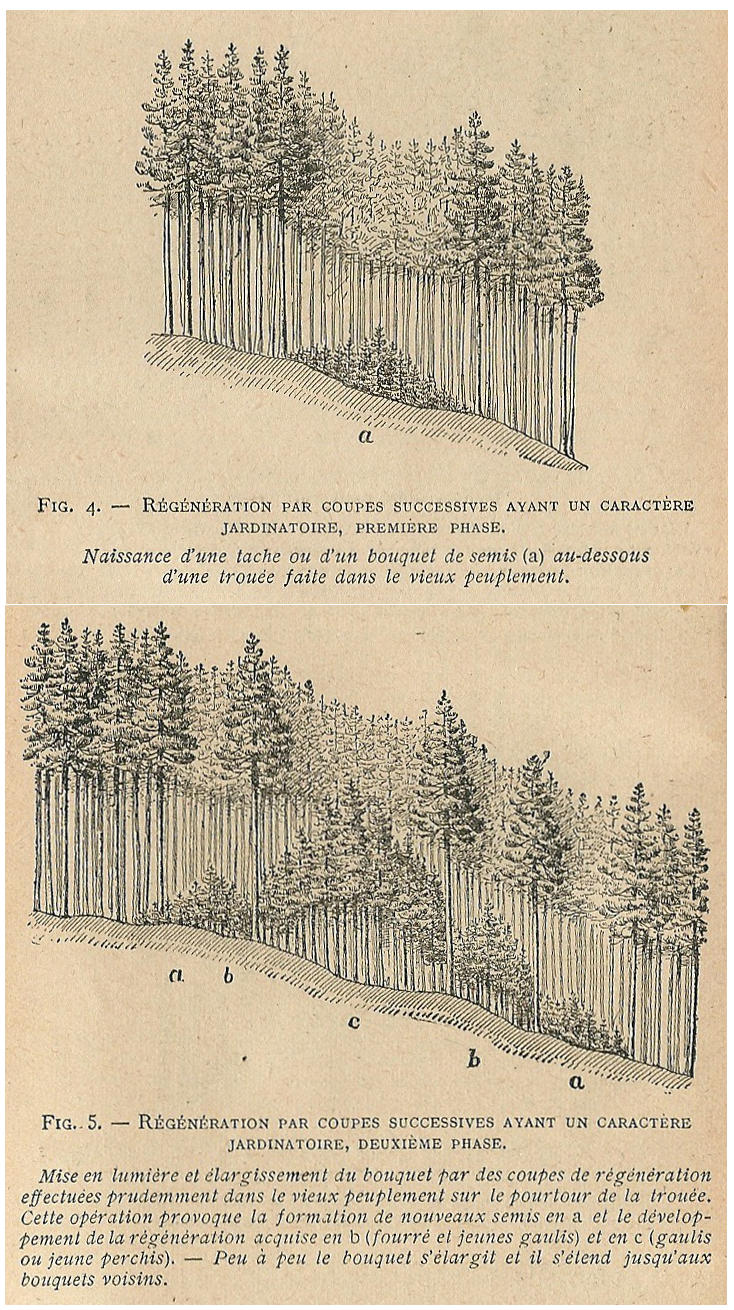
La régénération forestière par coupes successives avec un caractère jardinatoire

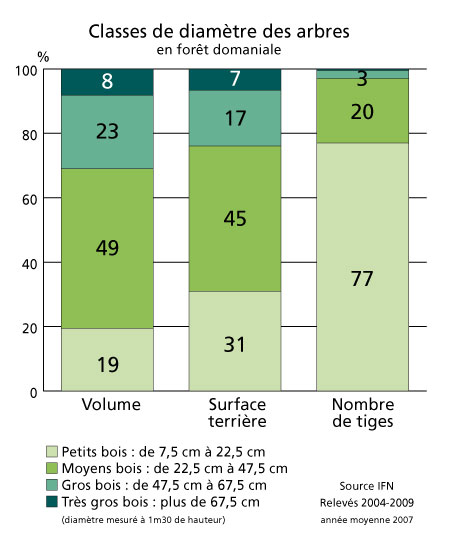
Volume, surface terrière et nombre de tiges en forêt domaniale française de production

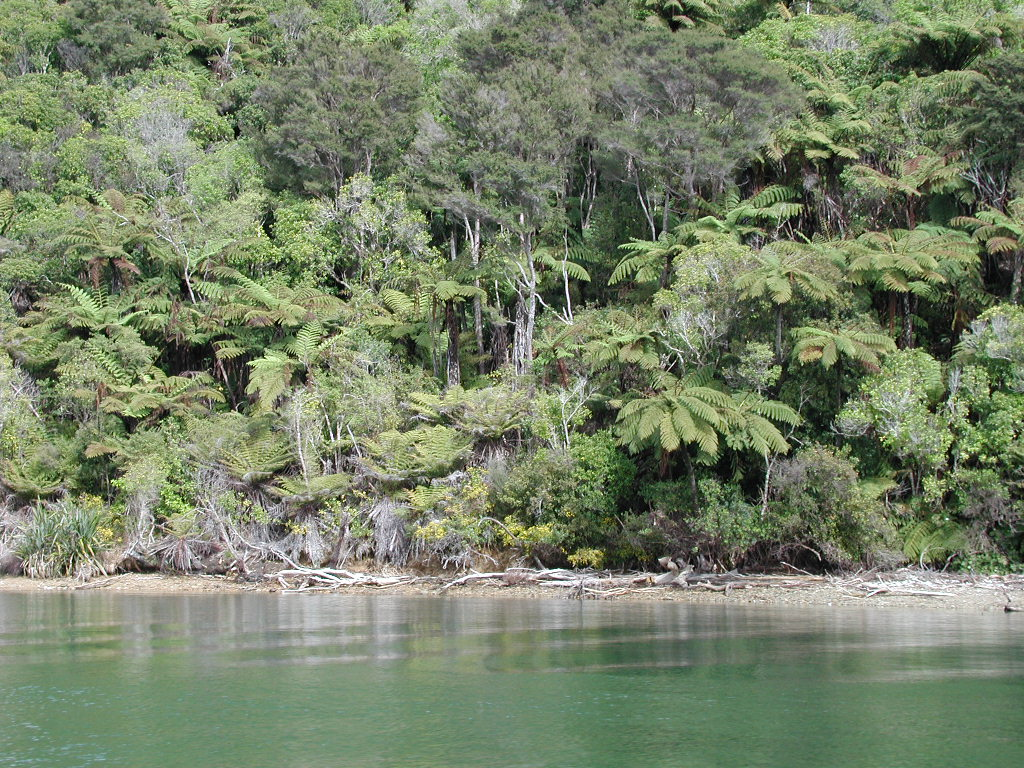
Forêt de Mahau sound, (Nouvelle-Zélande) : la présence importante de fougères arborescentes indique une perturbation récente, anthropique ou naturelle. Le caractère complexe et stratifié de la forêt ne doit pas faire penser à un très haut degré de naturalité

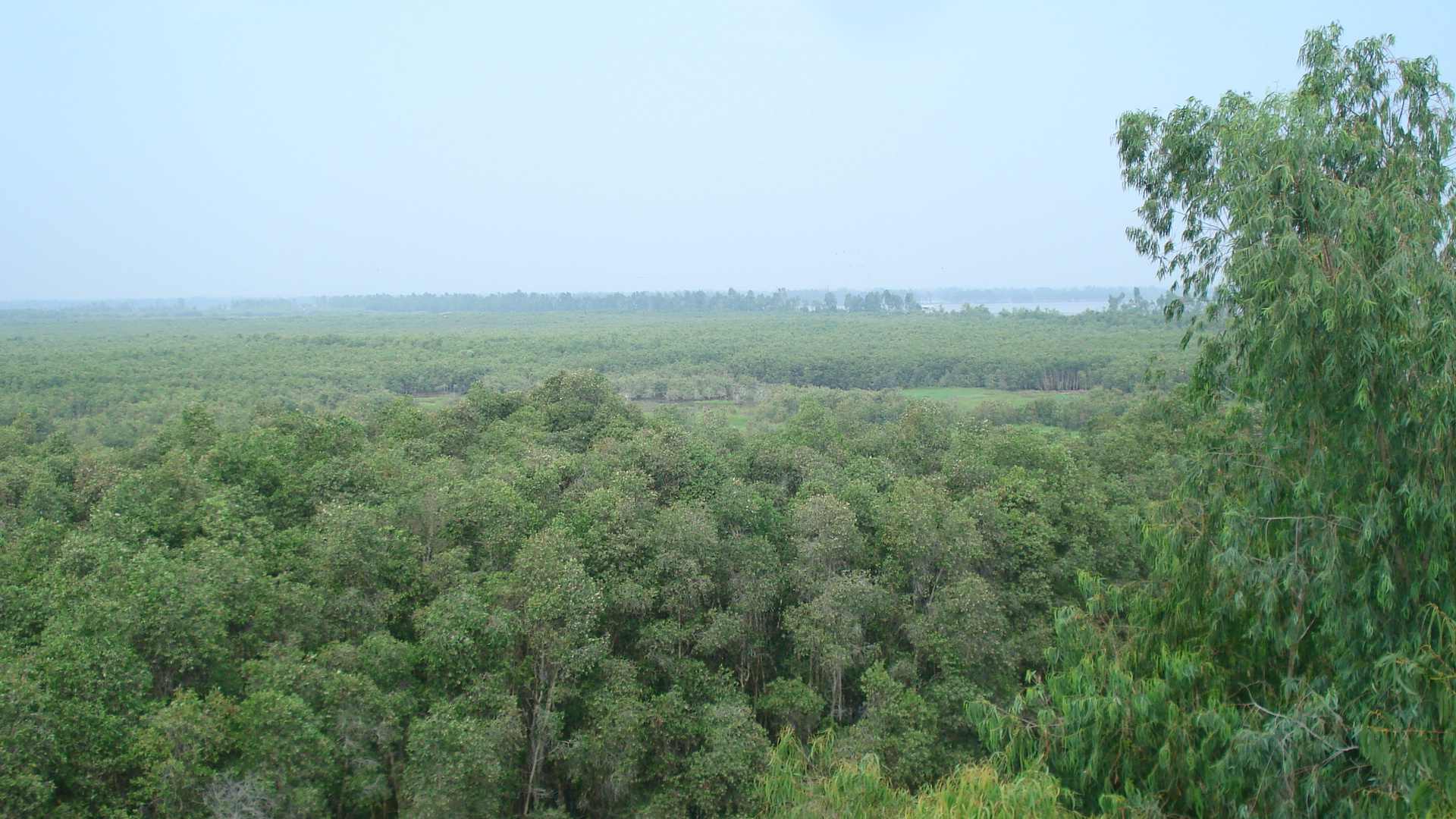
Forêt récente monospécifique de cajeputs (Asie du SE)

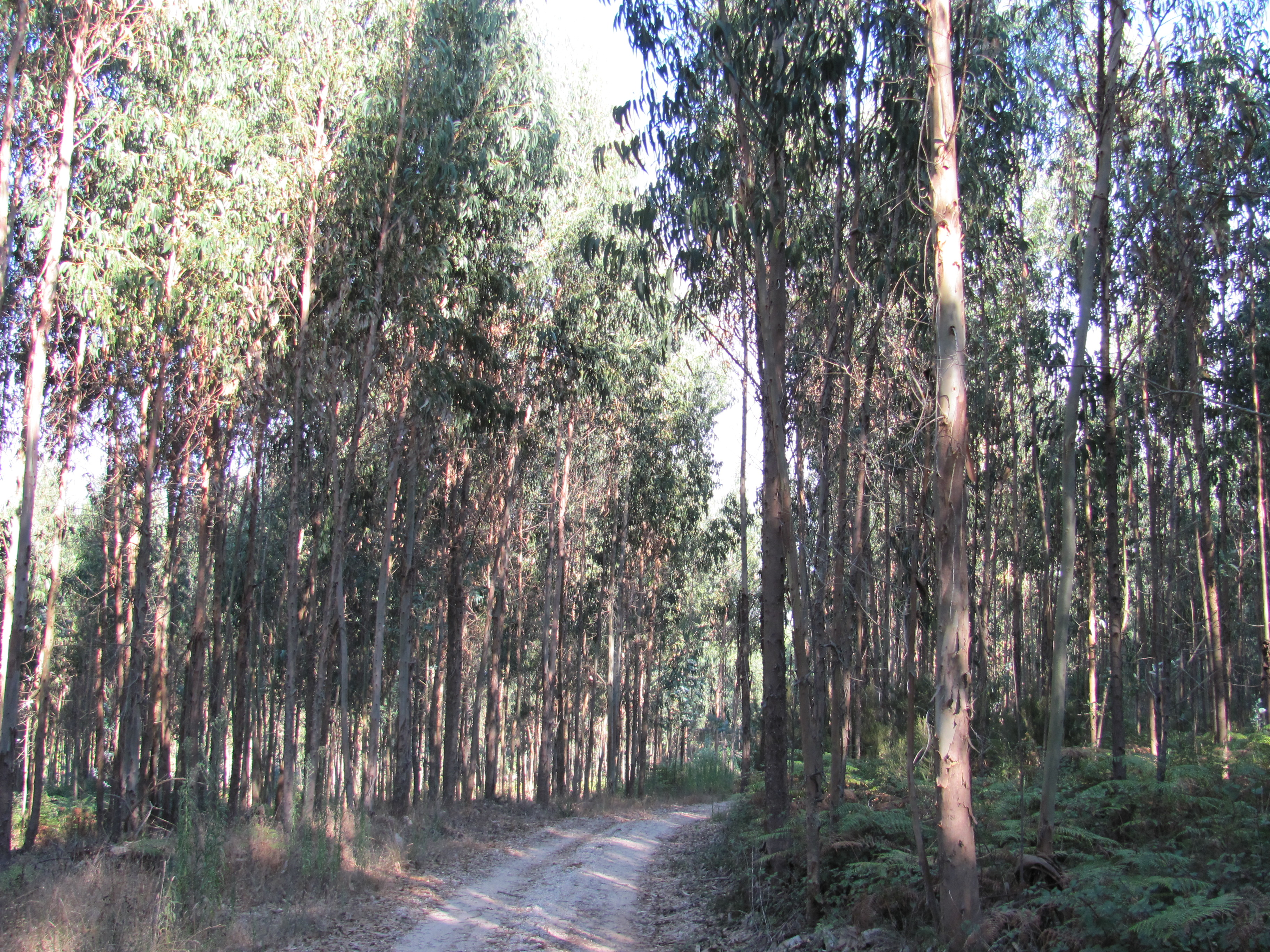
Forêt d'eucalyptus, massif de la Dame du Mont, Cortes, Leiria (Portugal) : plantation équienne

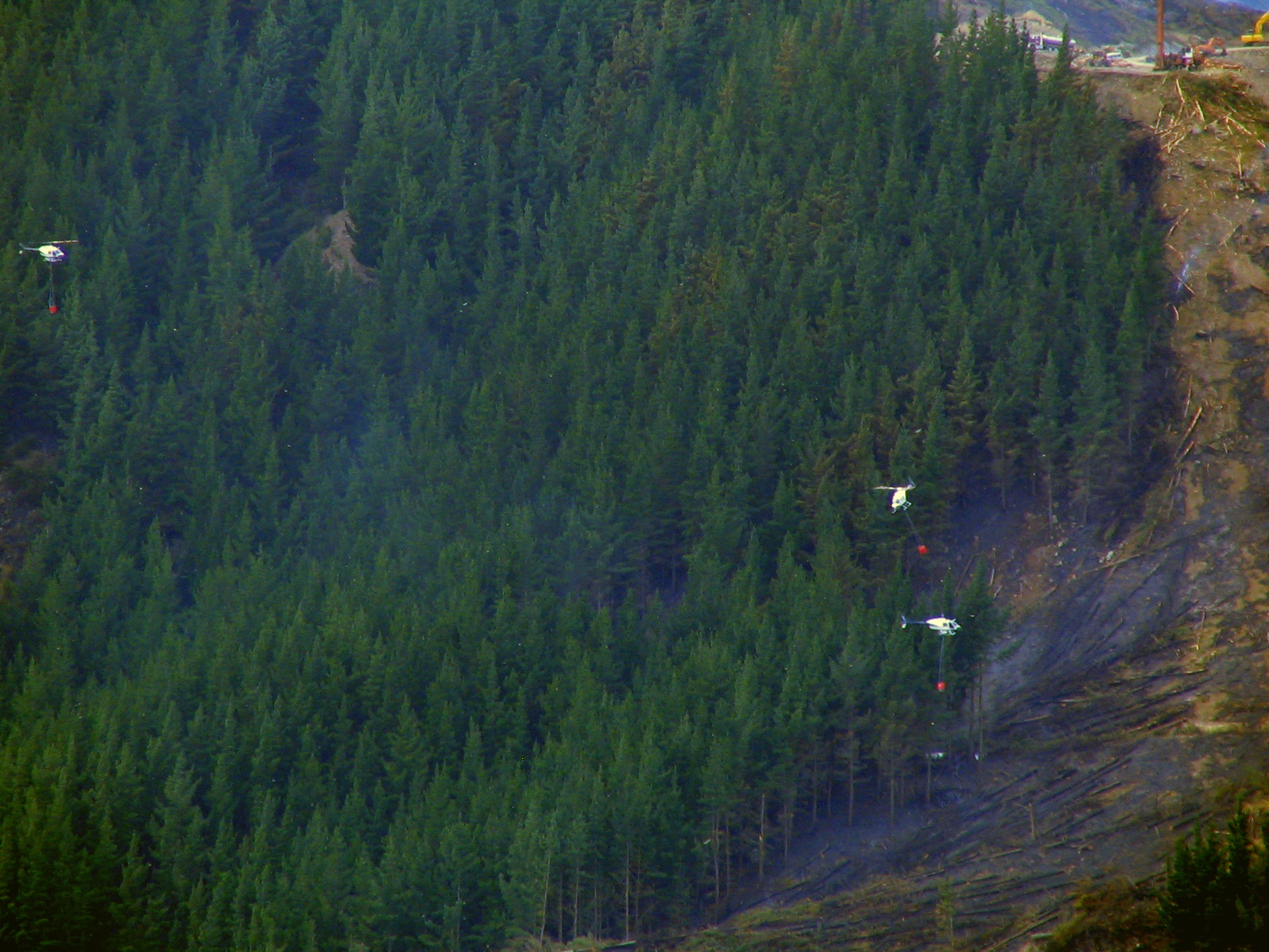
Forêt de Pinus radiata, mont Allan (Nouvelle-Zélande)

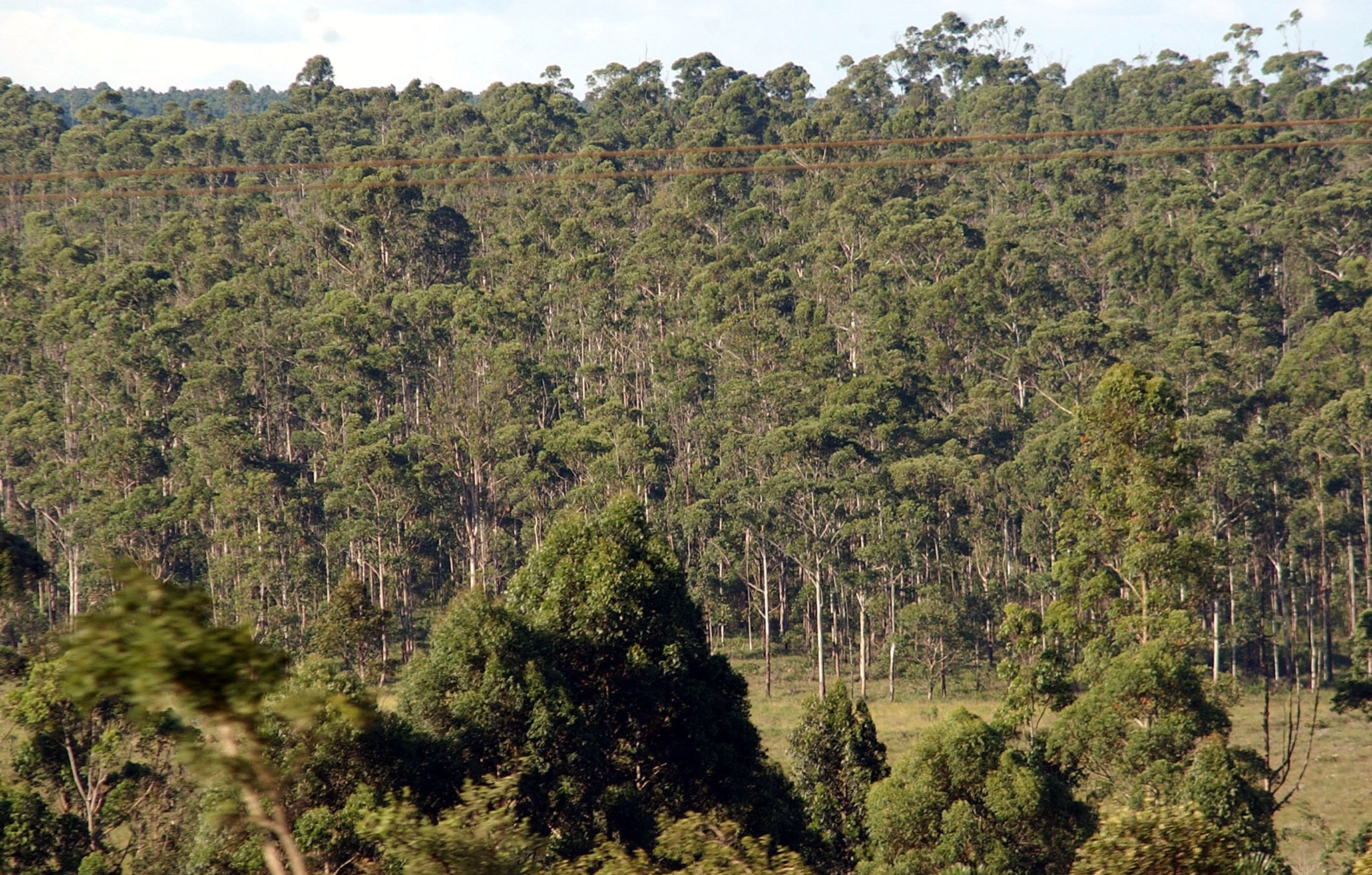
Reforestation en Eucalyptus, Pins et Tecks : 627000 hectares, région de São Paulo (Brésil)

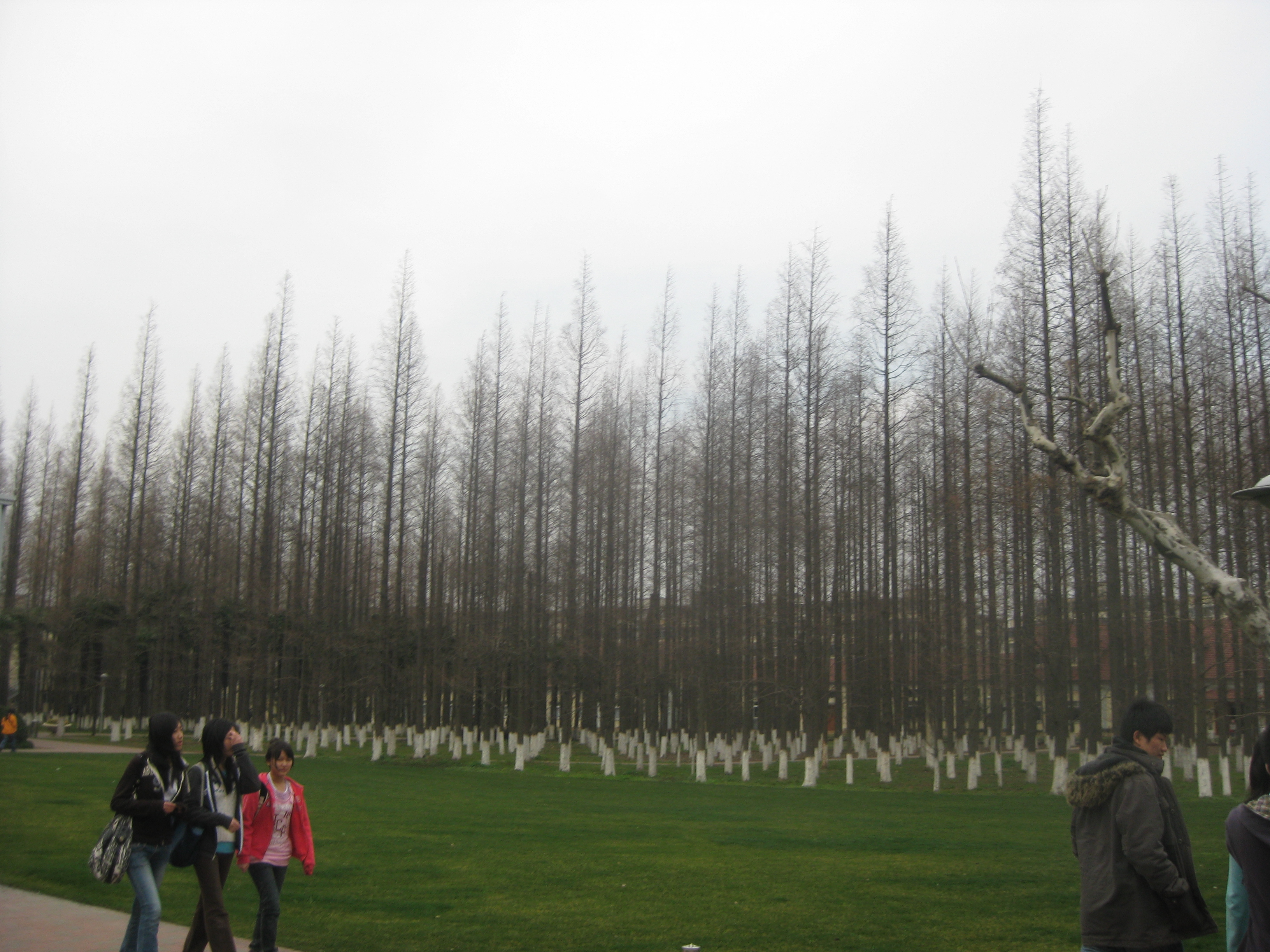
Politiques de replantations en Chine, sur un campus

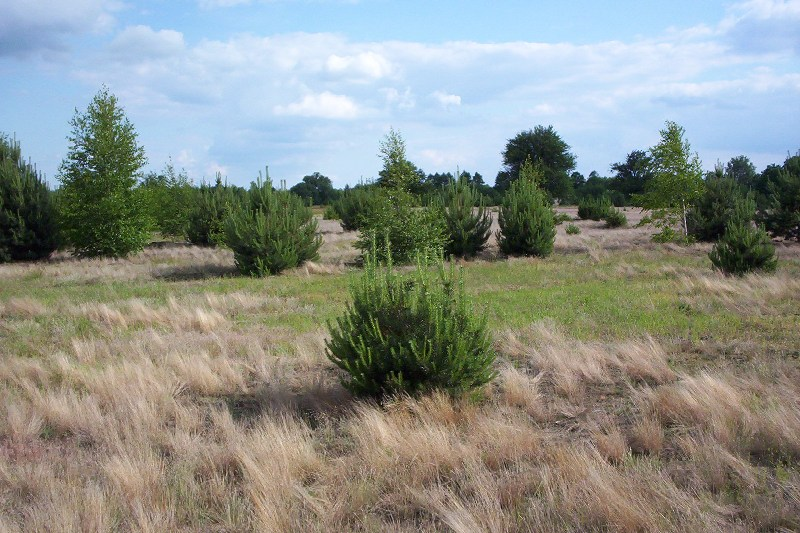
Succession secondaire : les arbres conquièrent l'espace prairial, environs de Żyrardow, Parc du Paysage de Bolimów, (Pologne)

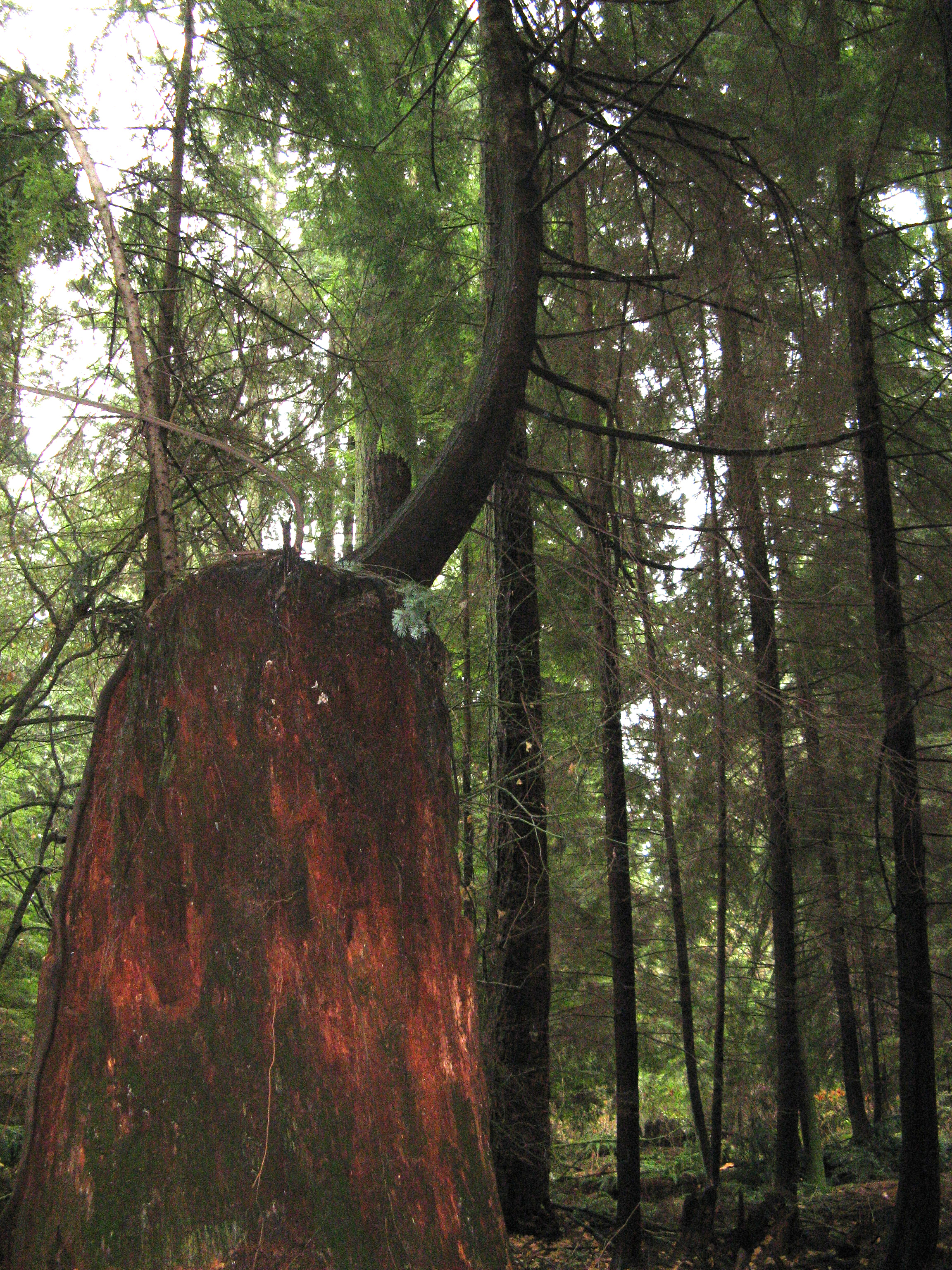
Redwood endommagé par le typhon Frieda et repousse, Parc Stanley, Vancouver (Canada)

La forêt secondaire, par opposition à la forêt primaire, est une forêt qui a repoussé après avoir été déboisée, ou une forêt exploitée par l'homme de manière plus ou moins discrète, ce qui modifie sa structure et sa composition vis-à-vis de la forêt primaire qui l'a précédée.
La forêt exploitée ou gérée est un type de forêt secondaire. Elle constitue, par exemple, la grande majorité des forêts européennes depuis des siècles. La sylviculture dont elle fait l'objet optimise la production de bois, d'autres produits ou de services qui intéressent l'économie en place. Elle connait souvent des aménagements visant à faciliter sa gestion. Ces forêts sont établies par deux types de régénération provoquée, la régénération naturelle, où les arbres recolonisent naturellement les zones coupées, et la régénération artificielle, où les arbres sont plantés. Leur structure peut fortement varier, d'une forêt mélangée à une forêt monospécifique, conduite en taillis ou en futaie, et d'une forêt jardinée, où les arbres présentent des âges variés sur une même parcelle, lui conférant un aspect plus naturel, à une forêt équienne, où tous les arbres ont le même âge. Certaines de ces forêts sont en outre qualifiées de « forêt ancienne » car l’occupation des sols, forestière, n'a pas changé depuis des siècles voire des millénaires, avec un aspect parfois proche de la naturalité, bien qu'elles soient plus ou moins exploitées de longue date.
Cette terminologie n'est généralement pas utilisée pour désigner les sylvicultures plus artificielles, plus proche de l'agriculture, comme les plantations de peupliers, d'Eucalyptus (bassin méditerranéen, Brésil, Congo, île de Pâques, etc.), de Cryptomeria (La Réunion, Polynésie française), et de Pinus radiata (Nouvelle-Zélande) ou encore d'hévéas (Afrique centrale et Asie du Sud-Est) et de palmiers à huile (Malaisie, Indonésie, etc.), ...

## Concept et définitions
Selon la définition de l’Organisation des Nations unies pour l'alimentation et l'agriculture (Food and Agricultural Organization, FAO), une forêt est un milieu où le
feuillage des arbres couvre au moins 10 % de la superficie (en excluant les terres agricoles ou les surfaces urbanisées). Ainsi, la forêt couvre environ 30 % de la planète.
De manière courante, deux grands types de forêts sont distinguées : la forêt primaire (env. 36 % de la surface forestière mondiale) et la forêt secondaire, l'une se référant à une végétation naturelle et abritant l’essentiel de la biodiversité terrestre, sans intervention humaine qui aurait laissé des séquelles importantes ou observables, l'autre fortement ou entièrement façonnée par l’homme. Elle a repoussé après avoir été détruite ou exploitée.

### Définitions
Définir la forêt représente toujours une difficulté, lorsqu'il s'agit de la définition de celle-ci dans ses relations avec l'homme. La FAO définissait et quantifiait cinq types en 2005:
- les forêts primaires sont composées d'espèces indigènes, sans trace visible d'activité humaine, qui n'ont jamais été modifiées par l'homme (avec cependant la présence de petits groupes humains qui vivent de ces forêts pour la chasse et la cueillette). En 2005, les forêts primaires représentent 36,4 % des 3 952 millions d'hectares[6] de surfaces forestières mondiales[7] ;
- les forêts naturelles modifiées sont composées d'espèces indigènes, avec des traces d'activité humaine et une régénération naturelle. Les forêts naturelles modifiées représentent, en 2005, 52,7 % des forêts mondiales ;
- les forêts semi-naturelles sont des forêts comprenant des espèces indigènes, établies par plantation, semis ou régénération naturelle assistée. Elles représentent, en 2005, 7,1 % des surfaces forestières mondiales ;
- les plantations de production portent des espèces introduites (ou indigènes) par semis ou plantations pour la production de bois ou de produits non ligneux. Elles représentent, en 2005, 3,0 % des surfaces forestières mondiales ;
- les plantation de protection présentent des espèces introduites ou indigènes par semis ou plantations pour la protection des sols, des eaux, la conservation de la biodiversité (voir anciennes RTM). Les plantations de protection représentent, en 2005, 0,8 % des surfaces forestières mondiales.

### Naturalité
Mieux que la différence entre primaire et secondaire qui tient en grande partie à la qualité des observations géohistoriques et paléobotaniques, il est possible de se référer au concept de naturalité. Alors, il n'y a plus véritablement opposition entre deux grandes catégories de forêts-naturelles ou anthropisées - mais un gradient qui évoque les héritages naturels et anthropiques des milieux forestiers sur des temps pluriséculaires ou millénaires. 
L'archéologie ne cesse de le démontrer, les hommes ont toujours vécu dans les forêts y compris dans celles considérées comme hautement et anciennement naturelles.

### Reboisements
Les plantations forestières ou forêts de plantation sont des peuplements forestiers créés par plantation ou ensemencement pendant le boisement ou le reboisement, en un peuplement d'espèces introduites (plantés) ou peuplement d'espèces indigènes géré intensivement (une ou deux essences, classe équienne, espacement régulier, voire clones). La composition et la classe d’âge des forêts sont déterminées par les cycles de perturbation et de régénération. Elles différents selon les régions et les pratiques sylvicoles (révolutions).
Le reboisement - Le renouvellement (régénération) de la forêt se fait la plupart du temps de façon naturelle. Après la récolte du bois, les jeunes pousses se développent. Il arrive qu'il soit nécessaire de reboiser pour accélérer le cycle écologique par exemple ou pallier des perturbations (épidémies de nuisibles, maladies, feux, pollution). Le reboisement consiste à favoriser les bonnes essences, adaptées aux conditions édaphologiques.
Le choix des semences - Les semences (cônes et fruits) sont cueillis sur des sites spécifiques (verger à graines au Canada) ou récoltés sur les grands arbres sélectionnés pour leurs qualités génétiques (semenciers) en forêt naturelle ou aménagée. Les semences sont adaptées au territoire écologique de reboisement.

## Les caractéristiques
(août 2019).
Si vous disposez d'ouvrages ou d'articles de référence ou si vous connaissez des sites web de qualité traitant du thème abordé ici, merci de compléter l'article en donnant les références utiles à sa vérifiabilité et en les liant à la section « Notes et références ».
Les forêts secondaires sont logiquement caractérisées par des essences dites secondaires et, lorsqu'elles sont jeunes, en général, par un plus grand pourcentage d'espèces pionnières.
Durant une longue période, elle sera différente de la forêt primaire, avec notamment :
- un moindre nombre d'arbres très anciens,
- moins d'arbres sénescents,
- moins de gros arbres morts et moins de nécromasse de bois mort,
- une moindre diversité génétique,
- un nombre d'espèces autochtones rares également plus faible.
- une moindre naturalité,

et en zone tempérée :
- moins de zones humides, car ce sont souvent des forêts qui ont été drainées,
- une fragmentation écologique plus importante (par routes, layons, cloisonnement et autres pistes forestières).

Néanmoins, il existe un large éventail de forêts secondaires, des plus artificialisées à des forêts d'apparence presque naturelle (que la gestion de type prosilva ou des écocertification de type FSC encouragent).
Souvent en zone tropicale, on trouve des forêts primaires dans lesquelles on peut distinguer des chapelets des parcelles plus secondaires (régénération de zones d'agriculture sur brûlis, souvent à proximité des fleuves mais pas en zone inondée en période de crue).
Si les altérations n'ont pas été trop importantes ou que les parcelles détruites étaient petites, des espèces indigènes variées y sont encore très significativement présentes. Dans certains cas (forêt humide tropicale ou équatoriale), il faut plusieurs siècles à plusieurs milliers d'années pour retrouver les caractères d'une forêt primaires après une perturbation de type coupe rase ou incendie.

## Évolution des forêts secondaires
Si tant est que toutes les régions du monde s'accordent sur leur définition, ces forêts ont considérablement évolué au cours de l'histoire au gré des besoins et des pratiques sylvicoles, de l'introduction de nouvelles essences et, plus récemment des préoccupations environnementales et du regard sur les services écosystémiques rendus.
La superficie de la forêt secondaire a fortement augmenté au Moyen Âge en Europe (taillis-sous-futaies), aux XVIIIe et XIXe siècles en Amérique du Nord, puis à la fin du XXe en zone tropicale humide (en raison de l'exploitation croissante de la forêt primaire. Gómez-Pompa et Vasquez-Yanes (1974) ont défini leur époque comme "l'ère des forêts secondaires" dans la car, hormis dans quelques cas exceptionnels, dans la plupart des pays tropicaux, les statistiques ont montré que la superficie de la forêt secondaire avait dépassé ou tendait à dépasser celle de la forêt primaire. 
En zone tropicale, la FAO estimait (en 1981) qu'à la fin des années soixante-dix, environ 21 millions d'hectares de terres agricoles désaffectées au Mexique, en Amérique Centrale et dans les Caraïbes étaient en cours de recolonisation par la forêt, évoluant vers une forêt secondaire. En Amérique du Sud, c'étaient 78 autres millions d'hectares de forêts secondaires d'origine comparable qui étaient recensés par la FAO qui estimait qu'en 1985, ces chiffres atteindraient en Amérique Centrale et dans les Caraïbes, d'une part, et en Amérique du Sud, d'autre part, respectivement 23 millions et 83 millions d'hectares.
En 2005, la forêt secondaire plantée ne représentaient selon la FAO que 7 % de la surface boisée mondiale mais produisait les deux tiers du bois dans le monde et une étude prospective de la FAO, tablait pour 2030, sur une production de 30 % de cette surface pour atteindre 50 % de tout le bois produits (ce qui signifierait accepter d'autres déboisements en zone primaire).

## Les modes de gestion
La productivité commerciale et éventuellement un intérêt pour la chasse "sportive" et le tourisme dans cette région ont souvent été les premières motivations des aménageurs. 
À la fin des années 1900, un courant "écologiste" et certaines écoles de sylviculture ou dynamiques de certification ont cherché à concilier par une gestion restauratoire et soutenable des objectifs économiques, sociaux (incluant fonctions aménitaires et intérêt pour la santé) et environnementaux, dont l'efficacité et les résultats sont souvent discutés.
Les zones de rusticité au Canada-
La migration assistée - Les forêts sont sensibles au climat, les arbres colonisent des habitats correspondant au mieux à leurs exigences écologiques. Mais la migration des certaines populations n'est pas toujours possible ou suffisamment rapide au regard des changements environnementaux. La migration assistée, c'est-à-dire le déplacement par l’homme, d'espèces animales et végétales vers des habitats climatiquement adaptés, est une solution qui commence à être envisagée sur de vastes territoires forestiers comme au Canada.
Par exemple, en Colombie-Britannique et en Alberta, les transferts de semences ont été étendues de 200 mètres en altitude et on envisage la plantation du mélèze de l’Ouest au-delà de son aire de distribution "actuelle". Outre les transferts altitudinaux et latitudinaux, des mélanges de semences locales et méridionales sont utilisées.

## Les interactions entre nouvelles forêts et forêts naturelles
La dégradation d’espaces forestiers et l’abandon de parcelles agricoles engagent des processus naturels d’émergence de nouvelles forêts. La composition de ces nouveaux écosystèmes diffère des forêts d’origine -primaires ou secondaires - et s’avère parfois mieux adaptée aux perturbations anthropiques comme les modifications climatiques. Elles représentent quelque  850 millions d’hectares en région intertropicale. Elles garantissent également des services écosystémiques (épuration de l'eau, fourniture de produits forestiers végétaux et animaux, protection des sols, stockage de carbone, etc.).
Une bonne partie des nouvelles forêts est issue d’un réassemblage naturel entre espèces indigènes et exotiques. Dans des situations favorables, les plantations anciennes peuvent être colonisées par des plantes indigènes et des espèces animales, comme cela est le cas des forêts tempérées aménagées depuis des siècles.

### Dans les territoires de l'océan Indien
Dans les îles de l’océan Indien par exemple, les écosystèmes cherchent un équilibre entre invasives et indigènes. L'envahissement d'Acacias australiens peut naturellement s’enrichir de plantes indigènes si des reliques de forêts naturelles sont encore présentes. À La Réunion et Madagascar, des formes d’interactions écologiques positives (mutualisme) entre espèces exotiques et indigènes ont été mises en évidence. 
À Mayotte, certaines espèces introduites, comme le manguier ou l’avocat marron, font parfois partie intégrante de la structure de forêts considérées comme naturelles.
La présence de nouvelles forêts, à Madagascar notamment, peut permettre de diminuer la pression sur les milieux naturels, pour la collecte de bois de feu et du charbonnage.

### Au Canada
Les forêts canadiennes couvrent 15 écozones et occupent 397,3 millions d’hectares (30 % des forêts boréales mondiales). Les "autres terres boisées" occupent 12,5 % de cette superficie (milieux humides boisés et forêts-parcs). L’exploitation forestière ne touche qu’une petite portion chaque année des forêts (récolte de 0,5 %).

## Fonction et vulnérabilité des forêts secondaires
Les facteurs climatiques, pédologiques et géomorphologiques influent sur la vulnérabilité des milieux à vocation forestière. Cependant, les facteurs anthropiques jouent souvent un rôle décisif en accélérant les processus de dégradation par des cultures itinérantes à trop courtes périodes de jachère, l'extension des surfaces cultivées sur fortes pentes, l'importance des coupes de bois de feu et commerciales, la progression des cultures de subsistance sur sols forestiers peu fertiles, le surpâturage et l'exploitation minière (orpaillage par exemple).
En zone tempérée et pour partie en zone tropicale ou nordique, ces forêts rendent de nombreux services écosystémiques comme : 
- source importante de bois, car elles très productives par le fait qu'elles ont été généralement aménagées pour y faciliter la pousse, la coupe et le débardage d'essences objectifs ou d'accompagnement. Mais elles peuvent aussi parfois être largement surexploitées et très vulnérables au feu ou aux maladies ;
- même relativement artificialisées, elles peuvent (selon leurs modes de gestion, notamment sur sols fragiles) jouer un rôle majeur pour la régulation et l'épuration naturelle des eaux pluviales et de surface ou pour le maintien du carbone du sol et d'une partie de la diversité biologique par exemple (Brown et Lugo, 1990) ;
- contribuant à la lutte contre la désertification et perte de sols (érosion, salinisation et alcalinisation), et donc indirectement et en aval, à une moindre augmentation des zones mortes et de la turbidité et pollution des cours d'eau et la destruction d'écosystèmes associés comme les mangroves et les récifs ;
- rôles sociaux (aménités paysagères et urbaines, intérêt touristique et de qualité de vie en milieu rural, avec cependant aussi un risque accru de zoonoses et maladies émergentes) ;
- moyen d'atténuer la pression exercée sur les forêts plus naturelles et/ou dites primaires,
- moyen de diminuer les pertes nettes de superficies boisées, alors que la déforestation de 13 millions d’hectares par an se poursuivait en 2008 selon la FAO (2009)[16].

Certains auteurs espèrent qu'une rationalisation de la gestion forestière permettrait à l'humanité de bénéficier d'une ressource durable en bois et produits autres que le bois (gibier, médicaments, etc), sans avoir recours à de nouvelles destructions de forêt primaire (Brown et Lugo, 1990). Le constat est néanmoins que les forêts primaires et anciennes continuent à reculer dans une grande partie du monde.